# الرافعي (الحديدة)

تعديل مصدري - تعديل

الرافعي هي إحدى قرى مديرية الزهرة، التابعة لمحافظة الحديدة اليمنية، بلغ تعداد سكانها 2199 نسمة حسب الإحصاء الذي جرى عام 2004.